# Kristofer Schaff
Kristofer Schaff (24 de septiembre de 1992) es un deportista estadounidense que compitió en tiro con arco, en la modalidad de arco compuesto.
Ganó dos medallas de oro en el Campeonato Mundial de Tiro con Arco al Aire Libre, en los años 2017 y 2021, y una medalla de oro en el Campeonato Mundial de Tiro con Arco en Sala de 2018.

## Palmarés internacional
| Campeonato Mundial al Aire Libre | Campeonato Mundial al Aire Libre | Campeonato Mundial al Aire Libre | Campeonato Mundial al Aire Libre |
| Año                              | Lugar                            | Medalla                          | Prueba                           |
| -------------------------------- | -------------------------------- | -------------------------------- | -------------------------------- |
| 2017                             | Ciudad de México (México)        | Medalla de oro                   | Equipo                           |
| 2021                             | Yankton (Estados Unidos)         | Medalla de oro                   | Equipo                           |
| Campeonato Mundial en Sala       |                                  |                                  |                                  |
| Año                              | Lugar                            | Medalla                          | Prueba                           |
| 2018                             | Yankton (Estados Unidos)         | Medalla de oro                   | Equipo                           |